# 中央タクシー (長野県)
中央タクシー株式会社（ちゅうおうタクシー、英語訳:Chuo Taxi Corporation）は、長野県長野市に本拠地を置くタクシー事業者である。

## 概要
CSの徹底をはじめとして、他社と協調しない運賃値下げ・迎車料金撤廃や、そのためのタクシー事業協同組合脱退による「駅待ち」から電話予約中心の営業への移行など特徴的な施策を打ち出し、「タクシー業界の異端児」と呼ばれる。
一般タクシー事業以外には、空港への乗合タクシー、業界初という旅行事業（企画募集型ツアー）を手掛けるほか、長野駅前で「長野第一ホテル」を運営する株式会社こづまや（現・株式会社中央）を傘下に収めている。また、同社は長野市が運営していた「アゼィリア飯綱」の運営を引き継いでいる（現・アソビーバナガノパーク）。
過去には、東京ディズニーリゾートへの乗合タクシーを運行していたほか、レンタカー、運転代行、介護タクシー、貸切バスなどの事業を行っていた。

## 沿革
- 1975年（昭和50年）
  - 7月1日 - 中央タクシー株式会社設立。当時の本社は長野市中御所
  - 7月22日 - 開業
- 1986年（昭和61年） - 本社を長野市南高田二丁目に移転
- 1999年（平成11年）
  - 介護タクシー事業、手話タクシーサービスを開始
  - 空港送迎乗合タクシー事業開始
- 2001年（平成13年）
  - タクシー代行事業開始
  - ISO9001認証取得
- 2002年（平成14年）
  - 本社を長野市若穂保科に移転
  - 子会社として中央レンタ株式会社設立
- 2006年（平成18年） - 新潟営業所（新潟市）開設
- 2008年（平成20年） - 貸切バス事業開始
- 2009年（平成21年）
  - 旅行事業部設立
  - 子会社の中央レンタ(株)を吸収合併。レンタカー事業部とする
- 2010年（平成22年） - 長野第一ホテルを運営する株式会社こづまやを傘下に加える
- 2012年（平成24年） - 群馬営業所（藤岡市）開設
- 2013年（平成25年） - レンタカー事業部を事業譲渡
- 2015年（平成27年） - 埼玉営業所を開設
- 2020年（令和2年） 
  - 新潟・山梨・栃木営業所を閉鎖
  - グループ会社にて長野市営「アゼィリア飯綱」の宿泊事業を引き継ぐ
- 2023年（令和5年） - 貸切バス事業から撤退

## 営業所
- 長野営業所（本社） - 長野県長野市若穂保科265
- 長野駅前営業所 - 長野県長野市南千歳1-16-2 長野第一ホテル内
- 群馬営業所 - 群馬県藤岡市上大塚1425-1

### 過去の営業所
- 新潟営業所 - 新潟県新潟市東区一日市1-2
- 埼玉営業所 - 埼玉県寄居町牟礼670-1
- 栃木営業所 - 栃木県足利市
- レンタカー事業部 - 長野県長野市岡田町129-9

## 事業

### タクシー

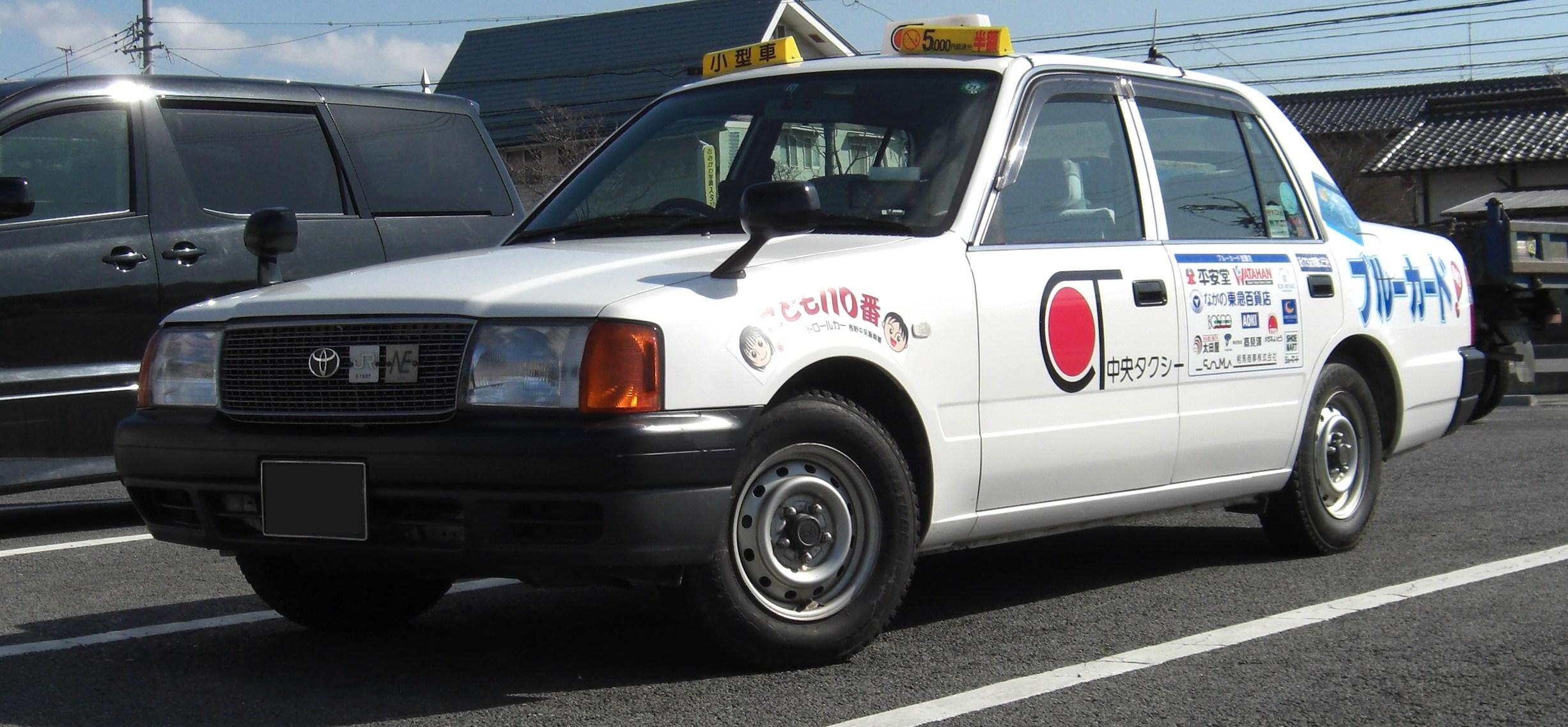
小型車（コンフォート）

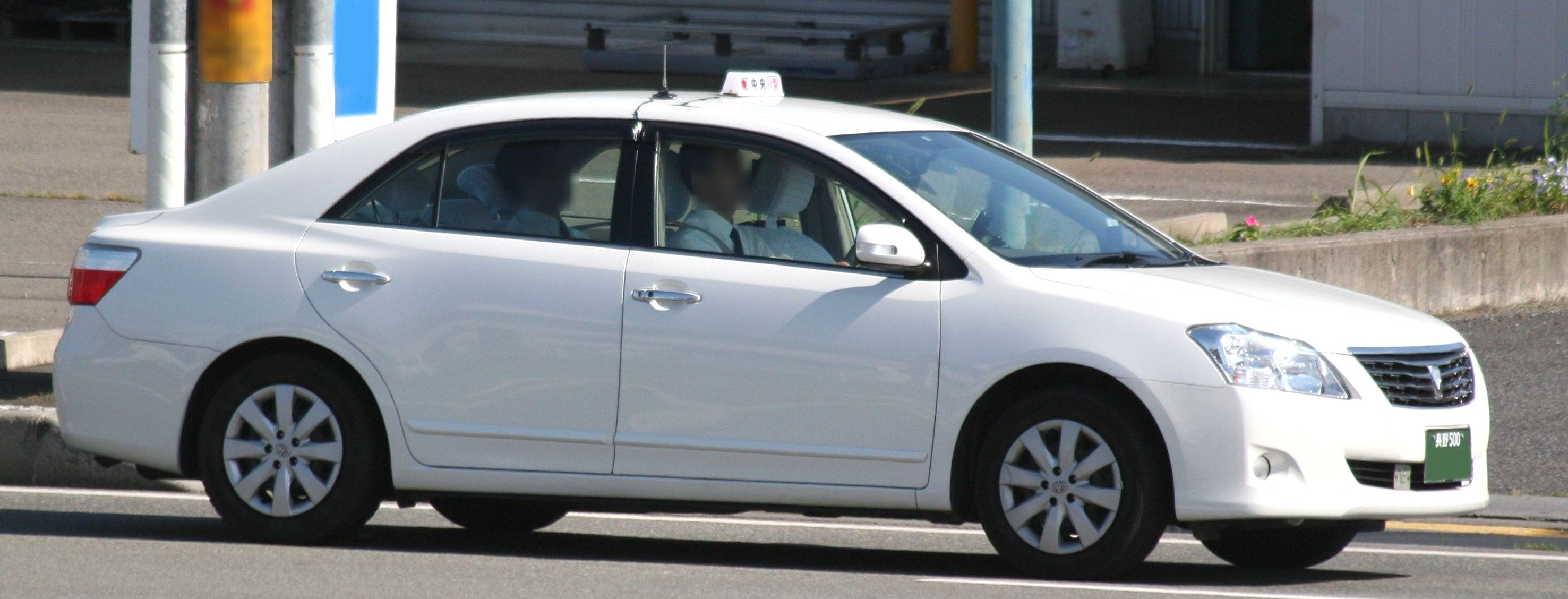
小型車（プレミオ）

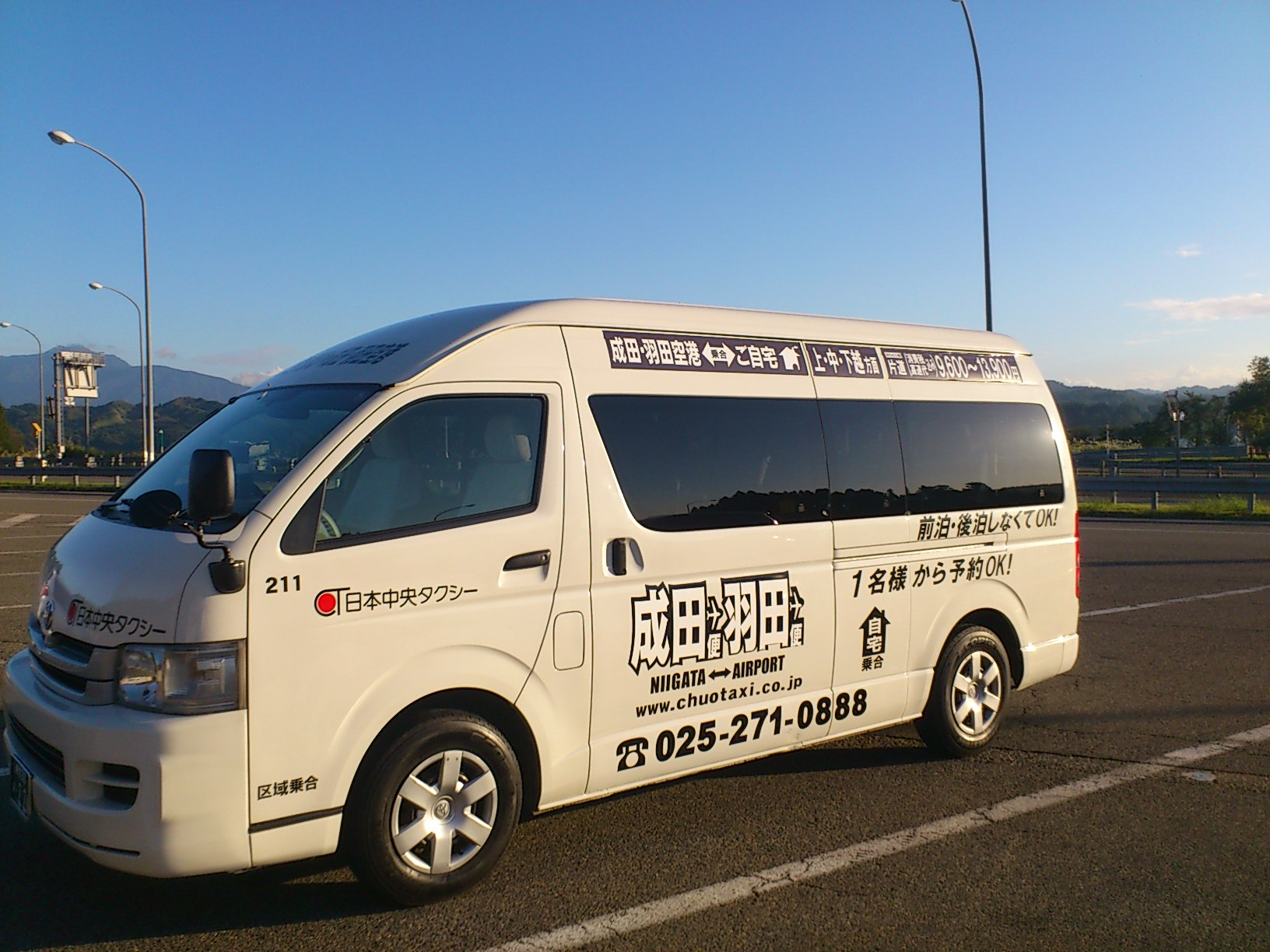
ジャンボタクシー（ハイエース）

長野営業所エリアのみの営業である。運賃は初乗り700円（1.18 km）・爾後215mにつき100円。遠距離割引は9,000円超1割引（2023年9月25日改定）。かつて遠距離割引は5,000円超分半額（55遠距離割引）を実施していたが2023年9月25日改定で中止された。
- 車両[2]
  - トヨタ・アルファード 14台
  - トヨタ・ジャパンタクシー
  - トヨタ・クラウンセダン
  - ジャンボタクシー（トヨタ・ハイエース）60台

過去には、プレミオ、プリウスなども導入されていた。

### 乗合タクシー
- 現行ルート[3]
  - 長野県内各地・群馬県主要都市 - 成田空港
  - 長野県内各地・群馬県主要都市 - 羽田空港
- 過去の運行
  - 新潟県上中下越 - 成田空港・羽田空港
  - 長野県内各地 - 中部国際空港（セントレア）
  - 長野県内各地 - 東京ディズニーリゾート

東京ディズニーリゾートへの便については、ディズニーの商標を使えなかったため「○゛ィ○゛ニー」の表記で宣伝し話題となった。

### その他の事業
いずれも、グループ会社の株式会社中央（旧・株式会社こづまや、2022年4月1日社名変更） による運営。
- 宿泊事業
  - 長野第一ホテル
  - アソビーバナガノパーク - 旧称・アゼィリア飯綱（長野市営）→スポーツホテルアゼリア飯綱戸隠高原
- イキイキほいくえん（保育園、長野第一ホテル内）

#### 過去の事業
- レンタカー - 1990年開始、2013年事業譲渡。
  - 普通乗用車（ホンダ・インサイト）とトヨタ・ハイエース）を取り扱った。過去にはキャンピングカーやマイクロバスを取り扱っていたこともあった。
- 貸切バス事業 - マイクロバス。2023年4月撤退。

## テレビ番組
- 日経スペシャル カンブリア宮殿 「30分待っても乗りたい」 驚異のリピート率90％ "幸せ"サービスで客の圧倒的支持を集める 長野発タクシー革命！（2013年7月25日、テレビ東京）- 出演：中央タクシー 会長 宇都宮恒久[6]。

## 書籍

### 関連書籍
- 『山奥の小さなタクシー会社が届ける幸せのサービス』（著者:宇都宮恒久）（2012年11月26日、日本能率協会マネジメントセンター）ISBN 9784820718482